# Абу Бакр-шах
Абу Бакр-шах (араб. ابو بکر شاہ‎; ум. 1390, Алвар) — султан Дели из династии Туглакидов в 1389—1390 годах.
Абу Бакр-шах был сыном Зафар-хана и внуком султана Фируз-шаха III и рассматривался в качестве одного из наследников престола после смерти деда в 1388 году. Был возведён на престол после свержения султана Туглак-шаха II в результате дворцового переворота в 1389 году и пользовался поддержкой большинства сановников Фируз-шаха, находившихся в Дели во время переворота.
Вскоре, однако, против Абу Бакр-шаха выступил его дядя Мухаммад-хан, пользовавшийся широкой поддержкой знати и чиновничества за пределами Дели. В 1390 году Абу Бакр-шах был свергнут и бежал в Алвар (ныне штат Раджастхан, Индия), где и умер в августе того же года. Его дядя занял престол под именем Мухаммад-шаха III.